# Kahlwinkel
Kahlwinkel ist ein Ortsteil der Gemeinde Finneland im Burgenlandkreis in Sachsen-Anhalt. Er umfasst den eigentlichen Ort Kahlwinkel und den sich im Nordosten anschließenden, seit 1938 mit Kahlwinkel vereinigten Ort Bernsdorf.

## Lage
Kahlwinkel liegt nordwestlich der Stadt Naumburg und südlich der Grenze zur Gemeinde Kaiserpfalz in einem hügeligen Ackerbaugebiet um Lossa und Bad Bibra. Die Bundesstraße 176 erfasst den ländlichen Raum verkehrsmäßig.

## Geschichte
Am 19. Juni 1430 wurde das Dorf erstmals urkundlich erwähnt. Die Kaliindustrie veränderte Anfang des 20. Jahrhunderts die soziale Struktur des Dorfes. Im landwirtschaftlich geprägten Ort lebten 2012 insgesamt 351 Personen.

## Denkmäler
- Kriegerdenkmal bei der Dorfkirche

## Persönlichkeiten
- Johann Kaspar Bechstedt (1735–1801), Gärtner und Fachschriftsteller